# Nenny
Marlene Fernanda Cardoso Tavares (Vialonga, 19 de novembro de 2002) , conhecida pelo seu nome artístico Nenny, é uma cantora, compositora e rapper portuguesa.

## Percurso
Nenny nasceu em 2002, é filha de pais cabo-verdianos e cresceu em Vialonga.
No início da sua carreira, foi apelidada de "Filha dos Meninos do Rossi", numa referência aos Wet Bed Gang, que a apadrinharam, já que eram todos amigos em Vialonga, onde viviam.
Lançou o seu single de estreia, "Sushi", em 2019, com apenas 17 anos. Ainda nesse ano, editou o single "Bússola". Ambos alcançaram a certificação de platina.  No ano seguinte, editou o EP de estreia, Aura.
Internacionalmente, a artista destaca-se pelas suas prestações no canal musical de YouTube COLORS, bem como numa sessão da rubricaTiny Desk, para a estação de rádio estadunidense NPR.

## Prémios e Reconhecimentos
2022 - Reconhecida como uma das jovens mais promissoras da Europa, na lista da Forbes "30 Under 30 Europe"
2022 - Nomeada para os Prémios Play, nas categorias de Canção do Ano e Melhor Artista Feminina
2021 - Nomeada para o Music Moves Europe Awards, prémio atribuído pela Comissão Europeia
2021 - Nomeada para os Prémios Play, nas categorias de  Canção do Ano, Artista Revelação e Melhor Videoclipe
2021 - Nomeada para a categoria de Melhor Artista Português, dos MTV Europe Music Awards

## Ligações Externas
- RTP | Os Filhos da Madrugada: Nenny (2021)